# Torsten Lange

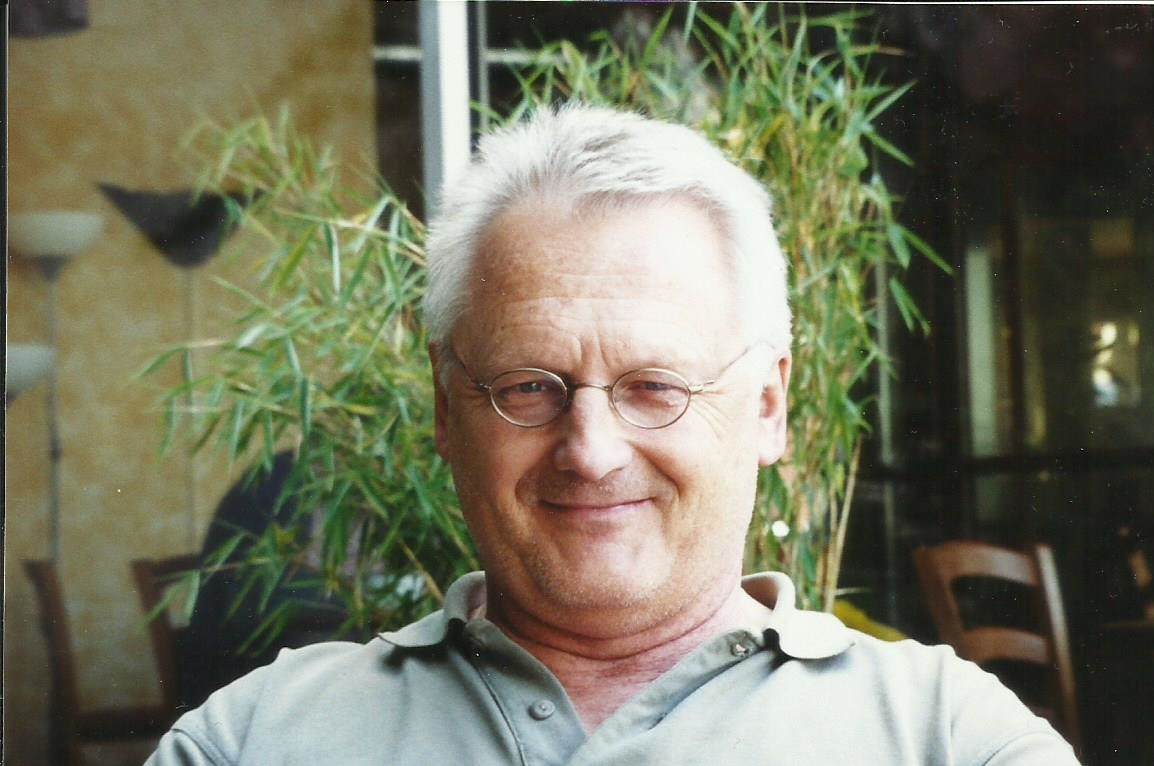
Torsten Lange, 2012

Torsten Lange (* 16. März 1945 in Drangstedt) ist ein deutscher Politiker (AUD, Die Grünen, CDU, Statt Partei, pro NRW, Bürger in Wut). Der ehemalige Lehrer war von 1985 bis 1987 Abgeordneter des Deutschen Bundestages.

## Politische Laufbahn

### Bündnis 90/Die Grünen
Langes politische Laufbahn begann bei der Aktionsgemeinschaft Unabhängiger Deutscher (AUD). Diese löste sich zu Gunsten der Grünen auf und Lange wurde 1980 Gründungsmitglied der Grünen. Von 1982 bis 1983 war er Sprecher (Vorsitzender) der Grünen Baden-Württemberg.
Lange rückte am 17. April 1985 für Christa Reetz in den Deutschen Bundestag nach, welche ihr Mandat wegen des Rotationsprinzips niederlegte. Lange gehörte dem Parlament bis zum Ende der Wahlperiode 1987 an. Er war dort Obmann der Grünen im Verteidigungsausschuss und im Unterausschuss Abrüstung und Rüstungskontrolle (seine Stellvertreterin war Petra Kelly), sowie Mitglied im Innerdeutschen- und Sportausschuss. Seine inhaltlichen Schwerpunkte waren Abrüstung, Verhinderung des NATO-Doppelbeschlusses und Loslösung von BRD und DDR aus den jeweiligen Militärblöcken in Richtung einer mitteleuropäischen Friedensunion. In diesem Sinne wirkte er auch als Mitglied der Nordatlantischen Versammlung. Einen Ordnungsruf erhielt Lange 1985 vom damaligen Bundestagsvizepräsidenten Richard Stücklen, als er den US-Präsidenten Ronald Reagan als „gefährlichsten Terroristen der westlichen Welt“ bezeichnete, da dieser anlässlich des 40. Jahrestages von Hiroshima bekundete, er würde in einem ähnlichen Fall wieder den Abwurf von Atombomben veranlassen.

### Statt Partei
1987 verließ Lange die Grünen, nachdem der Streit zwischen den Fundamentalisten und Realos eskalierte und sich im Durchmarsch der Linken 1987 in der von Thomas Ebermann (Hamburg) gegen Otto Schily gewonnenen Wahl zum Fraktionsvorsitz manifestierte.
1994 trat Torsten Lange der Statt Partei bei und wurde zunächst stellvertretender Landesvorsitzender in NRW, danach stellvertretender Bundesvorsitzender. Er entwickelte in großen Teilen das Programm dieser Partei, die sich auf Bundesebene jedoch aufgrund mangelnder Unterstützung aus der Hamburger Bürgerschaftsfraktion nicht weiterentwickeln konnte.
2008 trat Lange in die CDU ein, verließ die Partei jedoch nach einem Jahr wieder.

### pro NRW
Im Herbst 2009 trat Lange in die Bürgerbewegung pro NRW ein und war deren bildungspolitischer Sprecher. Er formulierte das schulpolitische Programm, das im März 2011 auf einer Landesversammlung in Leverkusen einstimmig verabschiedet wurde. Im Mai 2011 verließ er die wenige Monate später als rechtsextrem eingestufte Partei jedoch wieder, weil in den neuen Landesvorstand ehemaliges Führungspersonal aus NPD und DVU gewählt wurde und damit der Anspruch, als seriöse rechtskonservative Partei zu gelten, nicht mehr aufrechterhalten werden konnte.

### Bürger in Wut
Von Dezember 2011 bis Oktober 2013 war Lange Fördermitglied der Wählervereinigung Bürger in Wut (BIW).